# Tanju Çolak
Tanju Çolak (Samsun, 10 de novembre de 1963) és un exfutbolista turc de la dècada de 1980.
Fou 31 cops internacional amb la selecció turca.
Pel que fa a clubs, defensà els colors de Samsunspor, Galatasaray SK, Fenerbahçe SK i İstanbulspor.
El seu germà Yücel Çolak també fou futbolista professional.

## Palmarès
Galatasaray SK
- Süper Lig: 1

1988
- Copa turca de futbol: 1

1991
- Supercopa turca de futbol: 1

1988